# Blow Up (együttes)
A Blow Up egy magyar könnyűzenei együttes.
Az együttest 2001-ben Bakó Balázs a Super Sonic és Gera Zoltán Shygys együttes egykori tagja alapította. Eleinte klubokban léptek fel, majd 2001 augusztusának végén jelent meg Sokszor a felszín alatt van a lényeg című albumuk a Universal Music gondozásában, melynek első kislemeze a Szállj fel lett. A következő kislemez az Ő lesz... címet viselte.

## Album
- 2001 – Sokszor a felszín alatt van a lényeg